# Édouard Jauffret
 (mai 2013).
 (août 2023).
Pour les articles homonymes, voir Jauffret.
Édouard Jauffret, né le 4 octobre 1900 à La Seyne-sur-Mer dans le Var et mort à Draguignan le 19 janvier 1945, est un écrivain français, auteur de livres scolaires.
Auteur très connu dans le monde de la littérature scolaire, son ouvrage (autobiographique) Au pays bleu a ravi de très nombreuses générations d'écoliers qui ont appris la lecture dans ces pages[source secondaire nécessaire] illustrées par Raylambert. Des rééditions en fac-similé ont paru en 2008.

## Biographie

### Origines familiales, formation et activités professionnelles
Issu d'une famille modeste, son père Joseph, Marius est menuisier, sa mère Elisabeth est femme au foyer mais exerce souvent le métier de lavandière. Il se marie avec Marie, Rose Agostini, le 25 octobre 1921. De leur union naîtra un seul enfant, Gilbert né à Autun le 8 juin 1934 qui sera le modèle d'un livre de lecture qui raconte sa petite enfance. Gilbert Jauffret qui fit également toute sa carrière dans l'enseignement supérieur, est décédé à Draguignan le 3 mars 2025.
Édouard Jauffret est reçu au concours de l’École normale à Draguignan en 1916 et est nommé Inspecteur à 30 ans. Il a été nommé à Autun en Saône-et-Loire le 8 juin 1934, puis à Corte, en Corse.
Il devient inspecteur de l'enseignement primaire dès sa première candidature (deuxième copie de philosophie, au niveau national, où treize candidats seulement ont été reçus inspecteurs). Brillant, il se fait remarquer à la Sorbonne avec des notes qui oscillent entre 14 et 16 sur 20.
C'est à Louhans qu'il rencontre un autre inspecteur d'académie : André Signoret qui allait devenir son ami ; ce dernier partira exercer en Tunisie.
En 1918, à la fin de la Première Guerre mondiale, Edouard Jauffret s'engage à 18 ans dans la Marine. Il sert en mer Adriatique, sur le littoral yougoslave, sur le croiseur Duguay-Trouin, croiseur-école d'application (1900-1914) transformé par la suite en navire hôpital (1914-1920). Il est allé à Dubrovnik.
Edouard Jauffret commence son métier d'instituteur en 1919 dans le Var. Entre 1919 et 1920, il exerce à Gonfaron puis à Tourtour, après quoi il rejoint la région parisienne, à Bezons en Seine-et-Oise. Cette connaissance de la banlieue parisienne transparaît bien dans son livre La Maison des Flots Jolis dont une grande partie se passe du côté de Nanterre.
Il fait également des études supérieures de philosophie à la Sorbonne.
Édouard Jauffret tombe gravement malade, une théorie familiale dit que ce serait à la suite d'une baignade imprudente dans les eaux glacées du Golo, un fleuve tumultueux qui traverse la Corse mais c'est fort peu probable car il est frappé par une forme de tuberculose, la tuberculose articulaire, maladie très invalidante. En 1935, à 35 ans, Édouard Jauffret est mis en congé de longue maladie et regagne le Sud. Le 3 juillet 1939, il s'installe dans une maison à Draguignan. En 1940, il est mis d'office à la retraite anticipée. C'est à cette époque qu'il commence l'écriture de "Au Pays Bleu" L'illustrateur de ses œuvres, Raylambert n'a jamais rencontré Jauffret en personne. Déjà très malade depuis 1934, l'auteur ne veut recevoir personne et ne rencontrera d'ailleurs aucun représentant des éditions Belin, qui publient ses œuvres.
Juste avant sa mort (à 44 ans), il préparait une thèse d’État sur l’éducation.

## Œuvre
Tous ces ouvrages sont illustrés par Raylambert.
- 1941 : Au Pays bleu, roman d'une vie d'enfant - roman scolaire (cours élémentaire), éditions Eugène Belin. (Ce livre a connu de nombreuses rééditions)
- 1942 : Petit Gilbert , premier livre de lecture (cours préparatoire), éditions Eugène Belin. (Jauffret raconte ici les premières années de la vie de son petit garçon : Gilbert)
- 1945 : La Maison des Flots Jolis, roman scolaire pour le cours moyen.
- 1948 : Les Belles Images , méthode de lecture pour la classe enfantine.
- 1950 : Gerbes d'or, choix de textes expliqués et commentés. Cours supérieur. Classe de fin d'études primaires, coécrit avec André Signoret ; Librairie classique Eugène Belin.